# Неопалима купина (альбом)
Неопалима купина — альбом гурту Рутенія, присвячений УПА.

## Композиції
1. Скоростріл, фуфайка
2. Чардаш
3. Неопалима купина
4. Десь за Дніпром гримить гроза
5. Через ліс, понад став
6. Пане полковнику
7. Бо йде війна
8. Я возьму кріса
9. Завтра в далеку дорогу
10. Я — Крук
11. Як заграли